# Північна Сосьва
Півні́чна Со́сьва (рос. Се́верная Со́сьва) — річка у Росії, права притока Обі, тече на заході Ханти-Мансійського автономного округу.

## Фізіографія
Північна Сосьва утворюється на заході Ханти-Мансійського АО біля східного підніжжя Північного Уралу на висоті 130 м над рівнем моря злиттям річок Велика Сосьва (зліва) і Мала Сосьва (справа; не плутати зі значною притокою з тією ж назвою, що зливається з Північною Сосьвою в пониззі річки). Обидві складові річки беруть початок за кілька десятків кілометрів від цього місця на висоті близько 600 м на схилах головного хребта Уральських гір, який на цьому відрізку має висоти близько 1000 м. На західному, європейському схилі Уралу на цьому ж відрізку починається Печора — одна з найбільших річок півночі європейської частини Росії.
Річка тече широкими заворотами переважно у східному та північному напрямках по північно-західній частині Західно-Сибірської низовини у широкій долині до 40 км завширшки. На останніх 100 км свого курсу Північна Сосьва тече майже паралельно Обі, перед гирлом утворюючи разом з її рукавами спільну заплаву шириною до 50 км, яка регулярно затоплюється під час весняної повені. На цьому відрізку русла Північної Сосьви, її лівої притоки Вогулки і обидва головні рукави Обі — Велика та Мала Об — з'єднані в єдину мережу багатьма великими та малими протоками (Лапорська, Пирсім, Вайсова та інші). Північна Сосьва впадає в лівий рукав Обі — Малу Об — за 42 км після смт Березово.
Русло Північної Сосьви подекуди розширюється до 1 км; у гирлі вона має приблизно 500 м завширшки і глибину до 10 м, швидкість плину 0,8 м/с. Найзначніші притоки — Лопсія, Няїс, Волья, Ляпін і Вогулка зліва, Тапсуй, Вісім, Ялбинья і Мала Сосьва — справа.

## Гідрологія
Довжина річки 754 км, площа басейну 98 300 км². Середньорічний стік, виміряний за 147 км від гирла біля смт Ігрім у 1958–1999 роках, становить 786 м³/с. Багаторічний мінімум стоку спостерігається у березні (77 м³/с), максимум — у червні (2653 м³/с). За період спостережень абсолютний мінімум місячного стоку (45,1 м³/с) спостерігався у березні 1977 року, абсолютний максимум (5080 м³/с) — у червні 1999.
Північна Сосьва замерзає наприкінці жовтня — початку листопада, скресає наприкінці квітня — у травні. Живлення мішане з переважанням снігового. Повінь з травня по вересень.

## Інфраструктура
Північна Сосьва судноплавна на 660 км від гирла до села Няксімвол; її притока Ляпін судноплавна на 163 км, Мала Сосьва — на 120 км. Використовується для лісосплаву.
Північна Сосьва тече по території Березовського району Ханти-Мансійського АО; її басейн знаходиться в межах Березовського та Совєтського районів.
Місцевість по берегах Північної Сосьви дуже рідко населена, хоча малі поселення зустрічаються на її берегах по всій протяжності річки. У 1960-х роках удовж середньої та нижньої її течії були відкриті поклади природного газу, внаслідок чого села Ігрім і Березово перетворилися на значні поселення.
Смт Березово (населення 7000 осіб), центр Березовського району, було засноване як місто Березов при злитті Північної Сосьви з Вогулкою ще у 1593 році. Місто відігравало значну історичну роль спочатку як опорний пункт російської колонізації Сибіру, а до XIX ст. — як місце засилання. У 1926 році Березов втратив статус міста, ставши селом Березово; у 1954 у зв'язку з розвитком газової промисловості населення Березово зросло, і село отримало статус селища міського типу.
Смт Ігрім (населення 8900 осіб), розташоване дещо нижче гирла Малої Сосьви, було засноване у 1902 році.
Окрім того, вище по течії існують села Няксімволь, Сосьва, та декілька менших.
У регіоні немає автодоріг з твердим покриттям і залізниць; перевезення відбуваються влітку річковим транспортом, взимку — автомобільним по автозимниках — сезонних дорогах, прокладених по руслах замерзлих річок.